# Guilin
Guilin (chiń. 桂林; pinyin Guìlín) – miasto o statusie prefektury miejskiej w południowych Chinach, w regionie autonomicznym Kuangsi, u podnóża Gór Południowochińskich, przy linii kolejowej Pekin-Nanning. W 2010 liczba mieszkańców miasta wynosiła 741 605. Prefektura miejska w 1999 liczyła 4 791 930 mieszkańców. Ośrodek szkolnictwa wyższego, turystyki, hutnictwa żelaza i metali nieżelaznych oraz przemysłu maszynowego i elektrotechnicznego. Stolica rzymskokatolickiej prefektury apostolskiej Guilin.
W mieście znajduje się stacja kolejowa Guilin.

## Historia
Obszar Guilin zalany był całkowicie wodami morza, ale wynurzył się w wyniku gwałtownego wypiętrzenia. Został zasiedlony w czasach dynastii Qin, kiedy wybudowano kanał Ling Qu, łączący rzekę Jangcy z Rzeką Perłową. Natomiast w okresie dynastii Ming był stolicą prowincji do 1914. W 1944 Guilin został zrównany z ziemią przez armię japońską. Dzisiaj miasto, odbudowane ze zniszczeń wojennych, intensywnie się rozwija.

## Atrakcje
Formacje krasowe w Guilin i okolicach stanowią jedną z najpopularniejszych atrakcji turystycznych Chin. Należą do nich: 
- Szczyt Samotnego Piękna (Duxiu Feng), 150-metrowy
- Wzgórze Diecai
- Wietrzna Jaskinia, napisy wyryte na ścianach jaskini są dziś obiektem podziwu znawców kaligrafii chińskiej
- Wzgórze Trąby Słoniowej (Xiang bi Shan) z pagodą Puxian, wybudowaną w okresie dynastii Song
- Rejs po rzece Li
- Wzgórze Wiru (Fubo shan)
- Jaskinia Trzcinowej Fujarki (Ludi yan)
- Park Siedmiu Gwiazd (Qi xing Gong yuan) z Jaskinią Siedmiu Gwiazd
- Las Stel, skalna ściana, w której wykuto wiele wierszy i obrazów
- Park Południowego Strumienia (Nanxi shan Gong yuan)

Ponadto w mieście znajduje się Park (skansen) Kultury Mniejszości (Minsu Feng qing yuan) i liczne tereny widokowe, jak Rejon Dwóch Rzek i Czterech Jezior.

## Klimat

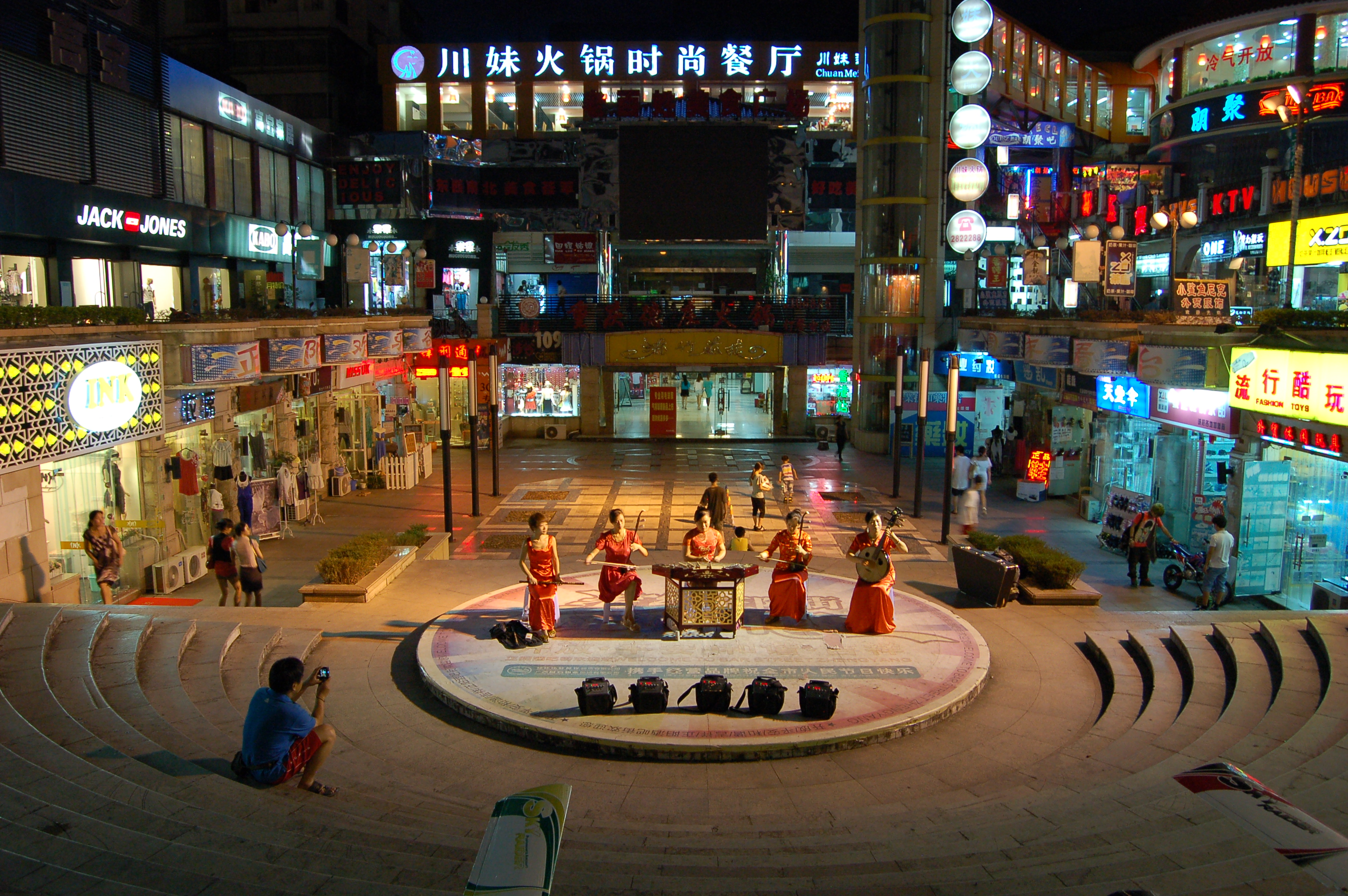
Występ zespołu kobiecego w centrum Guilin

- Subtropikalny
- Roczne opady to 190 cm

## Współpraca
- Nishikatsura, Japonia[5]
- Kumamoto, Japonia[6]
- Hastings, Nowa Zelandia[7]
- Toruń, Polska[8]
- Orlando, Stany Zjednoczone
- Tlaxcoapan, Meksyk[9]